# Ponte Velha do Almargem (Tavira)
A velha ponte sobre a Ribeira do Almargem, no concelho de Tavira é uma antiga ponte de que se conhece referência desde pelo menos o século XV.
Composta por três arcos em volta perfeita, e apoiada em igual número de talha-mares piramidais, possui 25 metros de comprimento com espaço para circular uma viatura de quatro rodas. Ainda ao serviço, encontra-se numa zona rural, a cerca de um quilómetro da Estrada Nacional 125.

## História

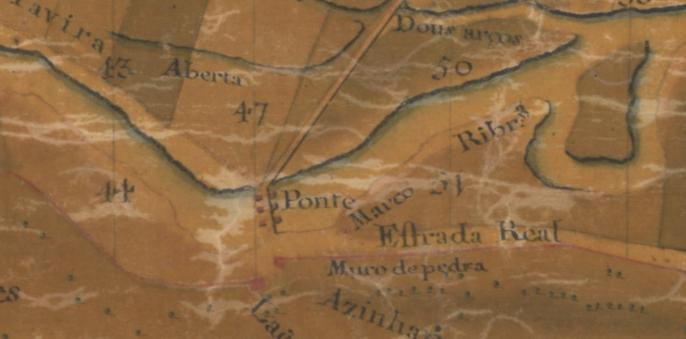
Excerto do Mappa das Terras d'Almargem de José Sande de Vasconcelos

É referida no século XV, no tempo do rei Afonso V, que deu a concessão para que se construísse um moinho e uma habitação na sua proximidade. Volta a aparecer mais tarde num mapa de 1774 , da autoria do cartógrafo militar José Sande de Vasconcelos.
Mais tarde, em 1833, no contexto das guerras liberais, aquando do avanço do exército desembarcado do Duque da Terceira no Algarve foi defendida por uma força de quatro batalhões e uma peça de artilharia sob as ordens do conde de Molelos, consoante narra Silva Lopes .